# Utbildningsvetenskapliga fakulteten vid Uppsala universitet

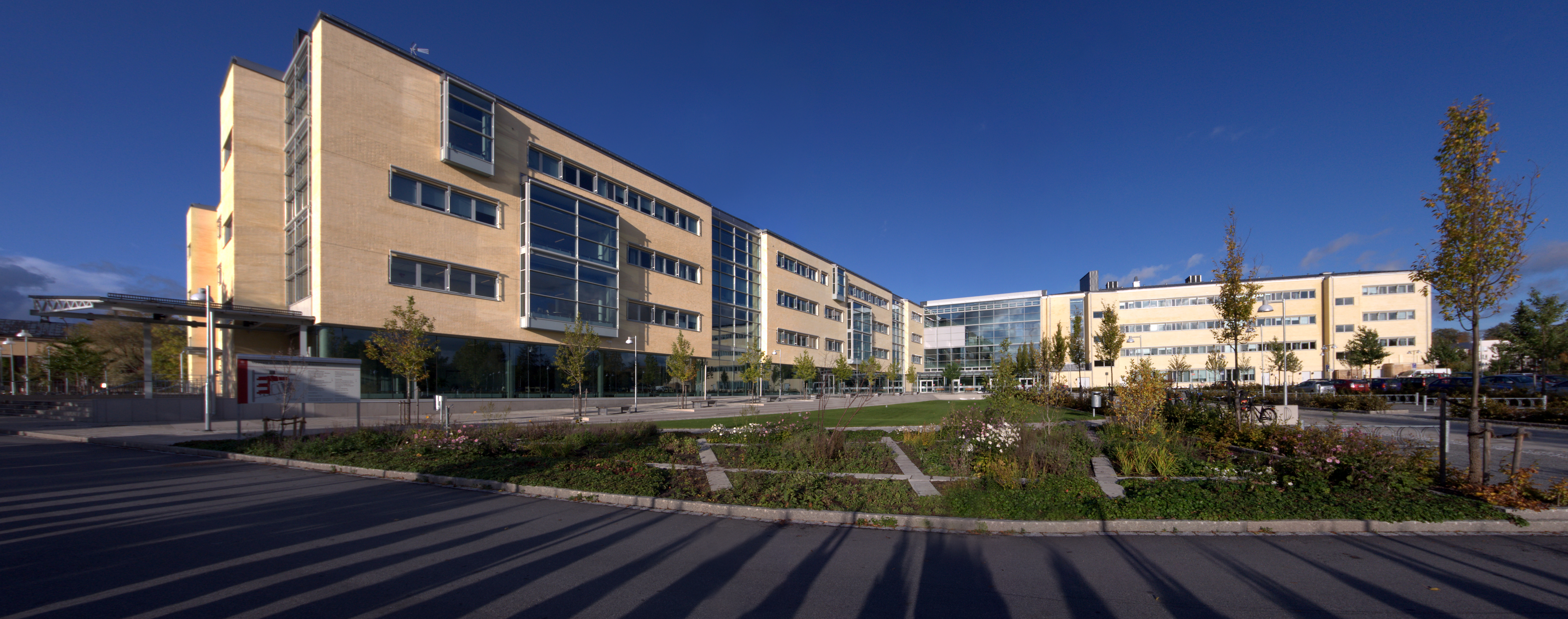
Blåsenhus i Uppsala

Utbildningsvetenskapliga fakulteten vid Uppsala universitet, officiellt Fakulteten för utbildningsvetenskaper är universitetets enhet för lärarutbildning och därtill relaterad forskning. 
Först 1957 fick lärarutbildningen kvinnliga studenter. Småskollärarutbildningen startade 1958 och lärarhögskolan kom till 1964/65. Lärarhögskolan införlivades i universitetet 1977. Den tidigare institutionen för lärarutbildning delades 2007 i två – institutionen för didaktik och institutionen för utbildning, kultur och medier. År 2014 slogs dessa institutioner samman till Institutionen för pedagogik, didaktik och utbildningsstudier. Denna institution bytte år 2024 namn till Institutionen för pedagogik, didaktik och utbildningssociologi. 

## Institutioner
Fakulteten har endast en institution:  Institutionen för pedagogik, didaktik och utbildningssociologi. Inom denna institution ingår Fortbildningsavdelningen för skolans internationalisering (FBA) och Avdelningen för rektorsutbildning (RUT).
Den utbildningsvetenskapliga forskningen vid institutionen omfattar främst områden relevanta för förståelsen av barns, ungas och vuxnas förutsättningar och villkor för lärande. Institutionens forskning organiseras genom de tre ämnena Pedagogik, Didaktik och Utbildningssociologi och ett tjugotal till viss del överlappande forskningsgrupper.
Även institutioner vid andra fakulteter bidrar till fakultetens olika grundutbildningar.

## Lokaler

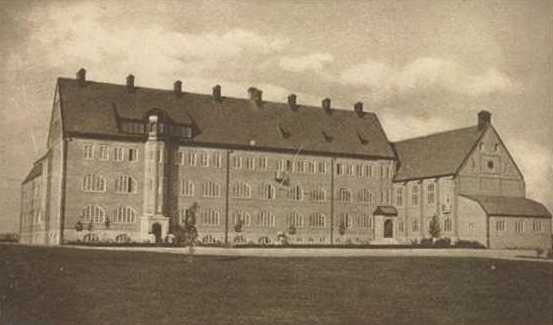
Seminariet, Uppsala

Fakultetens lokaler, Kvarteret Seminariet, fanns tidigare i Seminariet på Seminariegatan 1 i Klockarängen i Uppsala. Innan byggnaden på Seminariegatan togs i bruk hade lärarutbildningen ständiga lokalproblem och flyttade ofta. Under 47 år höll den till i Dekanhuset, då under namnet ”Seminarium för bildande av Folkskollärare”.
Rektor Harald Dahlgren tog 1905 över ansvaret för utbildningen, och ville då lösa lokalfrågan och förbättra stadgarna för utbildningen. 1914 påbörjades uppförandet av den nya skolbyggnaden med nationalromantiska stilideal. Byggnaden invigdes den 29 mars 1917 och är byggd i brunrött tegel enligt ritningar av Axel Lindegren, med omväxlande stora och små spröjsade fönster som ger ett stort ljusinsläpp i de lokaler som sedan byggnadens uppförande var ämnade för undervisning av blivande lärare. Fasadteglet kom från S:t Eriks lervarufabrik i Uppsala. Byggnaden har en markerad gråstensgrund och högt takfall.
Idag ligger fakulteten istället vid Campus Blåsenhus . Utbildning bedrivs också vid Uppsala universitets lokaler i Visby, Campus Gotland.